# Rejon łachdienpochski

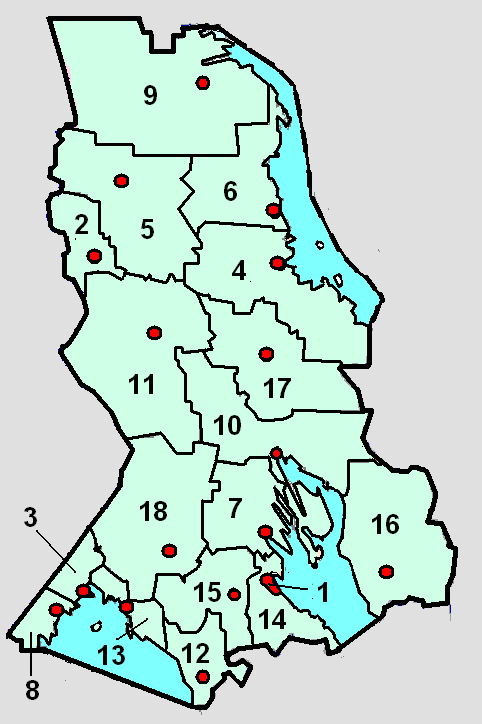
Podział administracyjny Karelii. Rejon łachdienpochski oznaczony numerem 8.
Czerwony punkt na terenie rejonu pokazuje lokalizację ośrodka administracyjnego

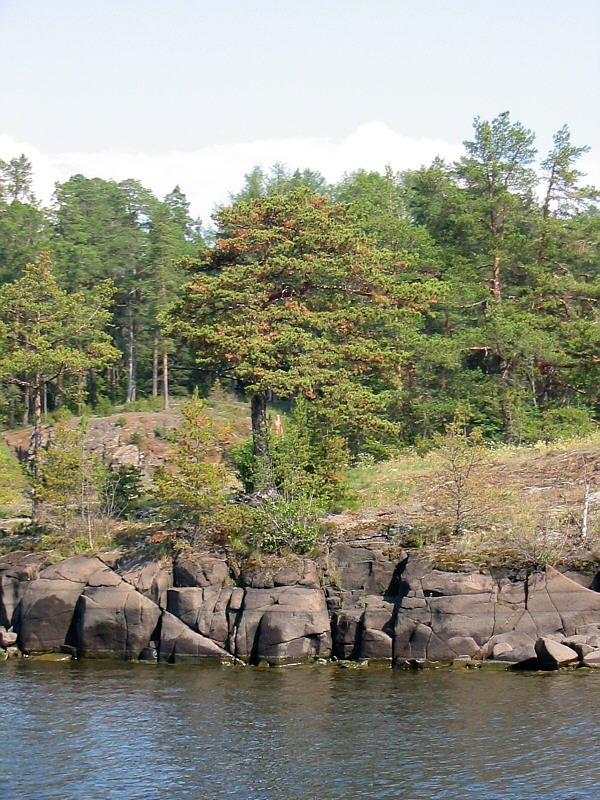
jedna z wysp na jeziorze Ładoga

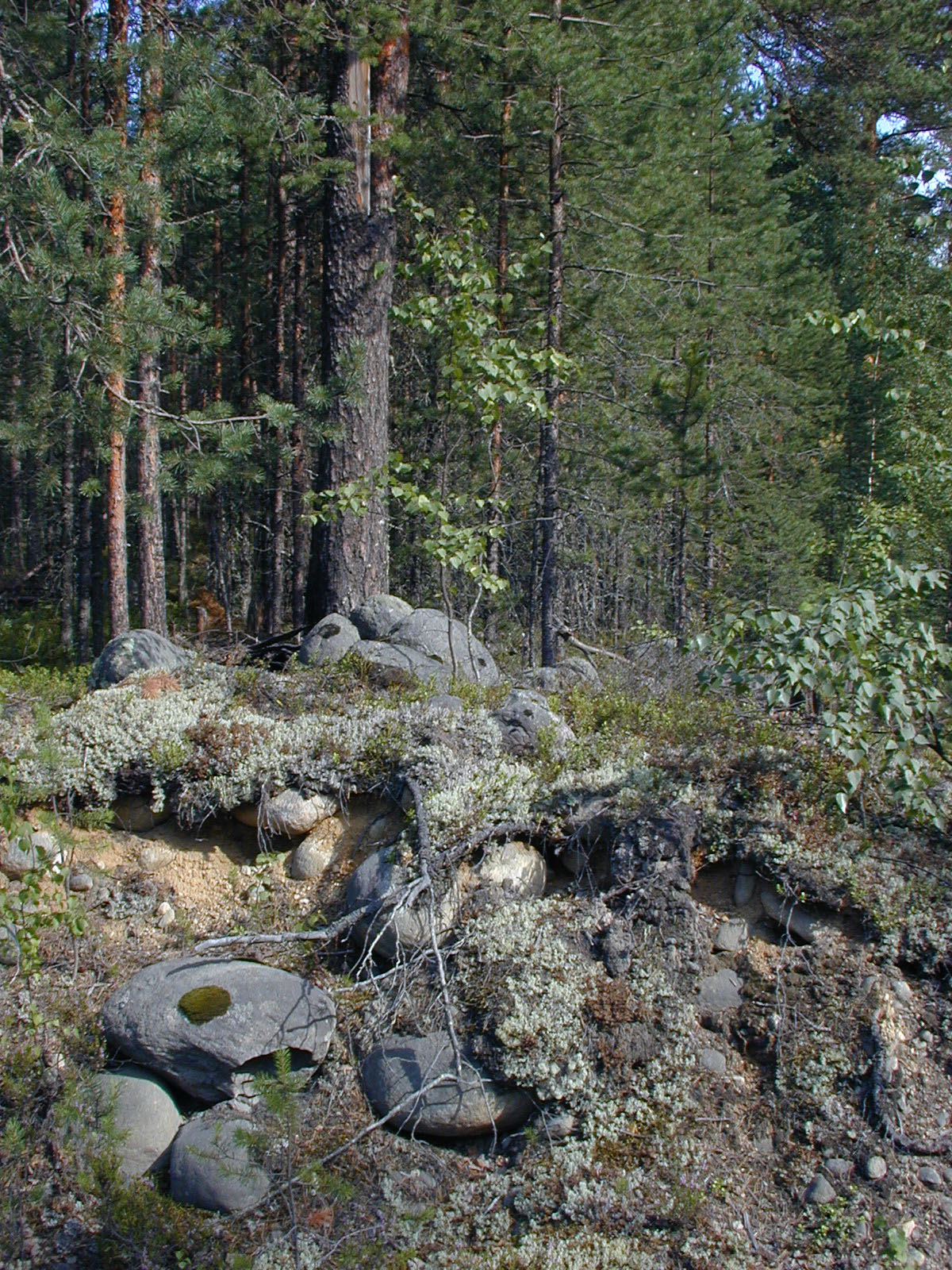
karelska tajga

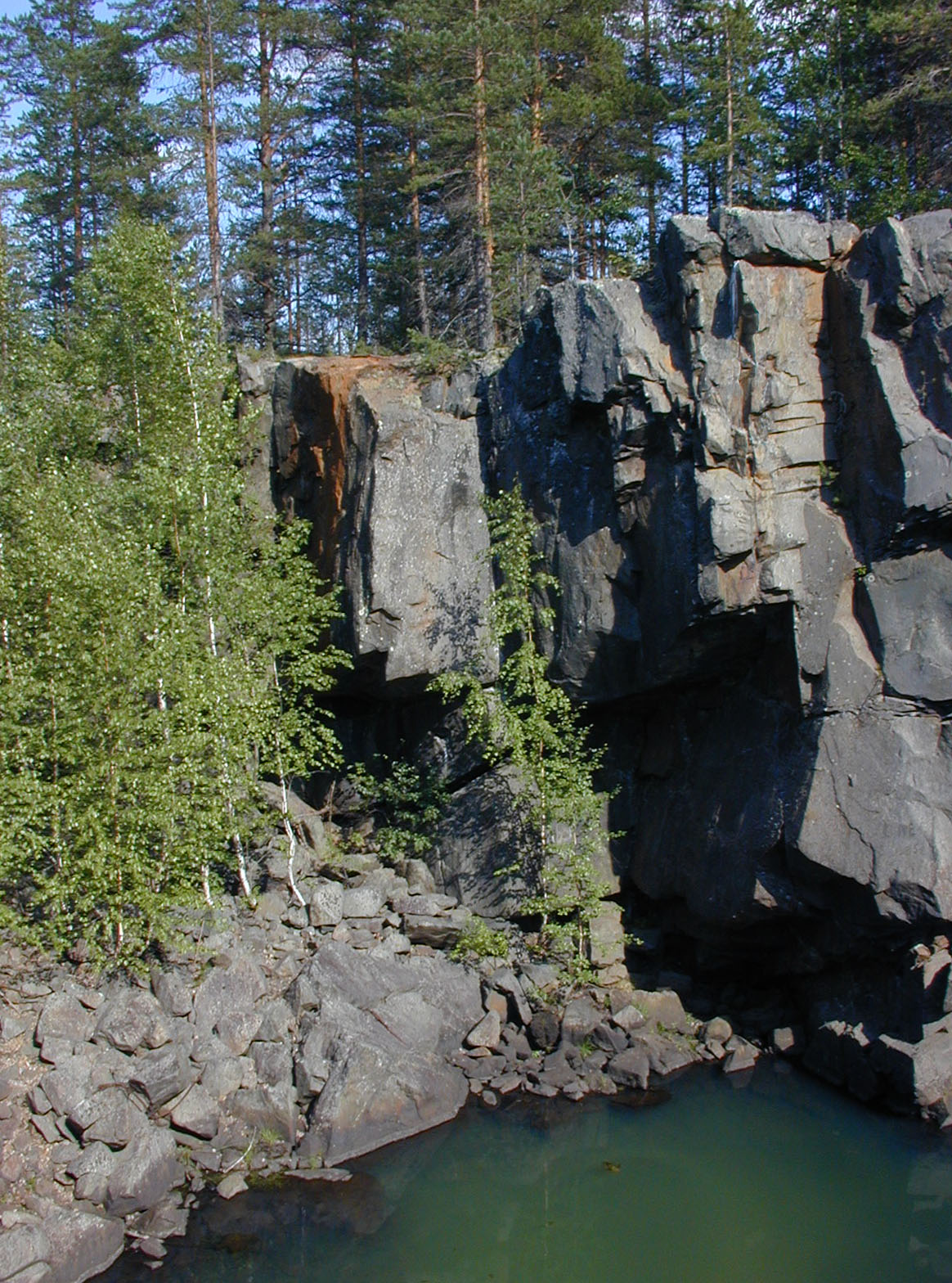
karelskie skały

Rejon łachdienpochski (ros. Лахденпохский район) – rejon w północno-zachodniej Rosji, wchodzący w skład rosyjskiej Republiki Karelii.

## Położenie
Rejon leży na południowo-zachodnim skrawku Karelii, nad jeziorem Onega, przy granicy z Finlandią.

## Powierzchnia
Rejon ma powierzchnię 2,2 tys. km².; większość obszaru stanowi nadbrzeżna równina porośnięta tajgą, sosnowo-świerkowa, z domieszką drzew liściastych, głównie brzozy i osiki. Na terenie tym znajdują się fragment największego jeziora Europy – Ładogi, a także liczne drobne jeziora oraz niewielkie rzeczki i strumienie. Sporą część obszaru rejonu stanowią torfowiska i bagna. relatywnie dużą powierzchnię, jak na karelskie warunki, zajmują grunty orne.

## Ludność
Rejon zamieszkany jest przez 15.986 osób (2005 r.), głównie Rosjan, a także przez rdzennych mieszkańców Karelii – Karelów. Kilkuprocentowy udział w populacji mają też dwie inne napływowe nacje: Ukraińcy i Białorusini.
Osadnicy niewywodzący się z autochtonicznej ludności zamieszkują niemal wyłącznie w większych ośrodkach osadniczych, poza nimi większość mieszkańców stanowią Karelowie.
7.454 osób zamieszkuje na wsiach, a ludność miejska stanowi 53% ogółu populacji.
W ostatnich latach populacja rejonu, tak jak populacja całej Karelii zmniejsza się w wyniku emigracji ludności do większych miast w Rosji w poszukiwaniu pracy oraz niskiego przyrostu naturalnego. Ponieważ wyjeżdżają głównie ludzie młodzi, średnia wieku mieszkańców rejonu jest wysoka, i wynosi ponad 40 lat dla kobiet i ok. 35 dla mężczyzn, przy czym na wsiach jest ona o ok. 5 lat wyższa niż w ośrodkach miejskich.
Średnia gęstość zaludnienia w rejonie wynosi poniżej 7,3 os./km².

## Miasto i stolica
Jedynym miastem na terenie rejonu jest Łachdienpochia, zamieszkana przez 8.532 mieszkańców (2005 r.), tj. nieco ponad połowę ogółu mieszkańców rejonu, stanowiąca ośrodek administracyjny tej jednostki podziału terytorialnego

## Historia
Obszar rejonu jest historycznie związany z Finlandią i znajdował się granicach tego kraju aż do roku 1940, kiedy to w wyniku przegranej wojny musiała ona przekazać pewne obszary (w tym tereny obecnego rejonu łachdienpochskiego) Związkowi Radzieckiemu, który włączył je w skład nowo utworzonej Karelo-Fińskiej Socjalistycznej Republiki Radzieckiej, której kontynuacją jest obecna Republika Karelii.

## Gospodarka
Gospodarka rejonu, podobnie jak gospodarka całej Karelii po rozpadzie ZSRR pogrążona jest w kryzysie.
Podstawowymi źródłami utrzymania dla mieszkańców rejonu jest pozyskiwanie drewna dla potrzeb przemysłu, uprawa ziemi i chów zwierząt, a także myślistwo i rybołówstwo. W Łachdienpochii znajduje się przemysł drzewny i celulozowo-papierniczy (produkujący głównie sklejkę) oraz spożywczy, bazujący na roślinnej i zwierzęcej produkcji rejonu. Także i w innych większych ośrodkach osadniczych znajduje się niewielki przemysł drzewny a oraz małe zakłady przemysłu spożywczego (jak piekarnie czy masarnie), zatrudniające kilka-kilkanaście osób, produkujące na potrzeby rynku lokalnego.
Zarówno w Łachdienpochii, jak i innych większych miejscowościach duże znaczenie w gospodarce odgrywają szeroko rozumiane usługi.
Spore znaczenie w gospodarce rejonu ma uprawa roli. Rejon łachdienpochski jest położony na terenie jednego z dwóch obszarów Karelii, będących rolniczymi zagłębiami kraju. Uprawiane głównie są ziemniaki oraz rośliny pastewne, a także warzywa oraz zboża: przede wszystkim jęczmień, rzadziej żyto i owies. W rejonie, z uwagi na dość łagodny klimat uprawiane są ponadto owoce.
Istotne znaczenie odgrywa także chów zwierząt. Poza typowymi zwierzętami gospodarskimi jak bydło domowe i trzoda chlewna w rejonie chowane są także zwierzęta futerkowe, głównie norki i lisy polarne (pieśce).

## Bogactwa mineralne
Na terenie rejonu występują złoża wykorzystywanych w przemyśle budowlanym odmian glin, a także granitu, spatu i grafitu.

## Klimat
Na terenie rejonu panuje klimat umiarkowany chłodny, przejściowy pomiędzy morskim a kontynentalnym. Klimat rejonu jest w znacznym stopniu łagodzony przez bliskość Morza Bałtyckiego i jeziora Ładoga
Średnia roczna temperatura powietrza wynosi ok. 4°. Średnia temperatura najchłodniejszego miesiąca – stycznia wynosi ok. -9 °C, zaś najcieplejszego – lipca – ok. +16 °C. Okres bez przymrozków wynosi ok. 130 – 150 dni.
W rejonie notuje się wysoki poziom opadów (ok. 550 mm), głównie w postaci deszczu, których największe nasilenie ma miejsce w sierpniu.